# Pêche Melba
Pêche Melba er en klassisk dessert. Den blev skabt i 1893 af den franske kok Auguste Escoffier på Savoy Hotel i London til ære for den australske sopran Dame Nellie Melba (1861-1931). Den er lavet af sukkerkogte kolde ferskener med vaniljeis dækket af en let sødet hindbærpuré smagt til med kirsch. Og ikke mandelflager (som på foto), som kokkene chokerede Escoffier med under hans besøg på Hotel d'Angleterre.
Kombinationen af fersken og hindbær under navnet "Peach Melba" ses også i andre sammenhænge som yoghurt.
| Mad og drikke | Spire Denne artikel om mad og drikke er en spire som bør udbygges. Du er velkommen til at hjælpe Wikipedia ved at udvide den. |